# 中華人民共和国民法通則
中華人民共和国民法通則（ちゅうかじんみんきょうわこくみんぽうつうそく、簡: 中华人民共和国民法通则）とは、中華人民共和国の民事に関する基本法である。民事法上の基本原則、権利主体（公民・法人）、法律行為、代理、民事権利（人身権、所有権、その他財産権、債権、知識財産権）、民事責任（契約違反、侵権行為）、時効等の概念や制度を定めている。
1986年4月12日に第6回全国人民代表大会第4回会議で採択され、翌1987年1月1日より施行された。中国民法典の施行に伴い、2021年1月1日をもって廃止された。
中国語原文表記は、「中华人民共和国民法通则」である。

## 概要
第1章は、「基本原則（基本原则）」（第1条から第8条）である。第2章「公民（自然人）（公民（自然人））」は、第1節「民事権利能力と民事行為能力（民事权利能力和民事行为能力）」（第9条から第15条）、第2節「監護（监护）」（第16条から第19条）、第3節「宣告失踪と宣告死亡（宣告失踪和宣告死亡）」（第20条から第25条）、第4節「個体工商戸、農村承包経営戸（个体工商户、农村承包经营户）」（第26条から第29条）、第5節「個人間での共同（个人合伙）」（第30条から第35条）に分かれる。第3章は「法人（法人）」は、第1節「一般規定（一般规定）」（第36条から第40条）、第2節「企業法人（企业法人）」（第41条から第49条まで）、第3節「期間、事業単位と社会団体法人（机关、事业单位和社会团体法人）」（第50条）、第4節「連営（联营）」（第51条から第53条）に分かれる。第4章「民事法律行為と代理（民事法律行为和代理）」は、第1節「民事法律行為（民事法律行为）」（第54条から第62条）、第2節「代理（代理）」（第63条から第70条）に分かれる。第5章「民事権利（民事权利）」は、第1節「財産所有権とそれと関連する財産権（财产所有权和与财产所有权有关的财产权）」（第71条から第83条）、第2節「債権（债权）」（第84条から第116条）、第3節「侵権的民事責任（侵权的民事责任）」（第117条から第134条）に分かれる。第7章は、「訴訟時効（诉讼时效）」（第135条から第141条）である。第8章は「渉外民事関係の法律適用（涉外民事关系的法律适用）」（第142条から第150条）である。第9章は、「附則（附则）」（第151条から第156条）である。

## 沿革
中華人民共和国の建国以来、何度か民法典の編纂作業に取りかかっている。1950年代半ば、60年代初期、80年代初頭の三回である。しかし、いずれも草案作成まで至っても立法手続きに乗せるまでには至らなかった。そのため、一部の例外を除いて企業の生産活動に関わる経済関係の規律は、もっぱら行政的指令や行政的計画に媒介されていたため、民事法は空白のままであった。しかし、改革開放政策以後、市民や法人の経済活動が重要性を増し、民法体系の整備が必要となった。そこで基本的な単行法規を順次制定していくという形で民法体系の整備を行うこととなった。そこでまず、本「民法通則」が、改革開放政策にどうしても必要となる民法の基本的な問題につき極めて簡略化された形式により、いわばミニ民法のような法律として規定された。

## 基本原則
本「民法通則」が定める民法の一般条項には以下のものがある。なお一部には、中華人民共和国契約法（契約法）にも同じ趣旨の基本原則が定められているものがある。
- 「当事者地位の平等原則」（通則第2条、契約法第3条）。行政機関か否か、行政機関でなければそれがいかなる所有形態のものであるかを問わず、民事法上の主体としての地位は平等であり、国家機関や国営企業に優越的地位を与えることを拒否する原則である[5]。
- 「自由意思の原則」（通則第4条、契約法第4条）　民事法律行為は、当事者の自由意思に基づかなければならず、いかなる者も介入、強要することは許されない[5]。かつての国家による経済計画への従属原則は実定法から一掃されている[5]。ただし、通則には「自由」ではなく、「自願（自愿）」という語が使われている[5]。後の「契約法」の制定（1999年）に際しては、「契約自由」の原則を規定すべきだという声も学界から上がったが、立法当局にはまだ「自由」という文言（ターム）にはアレルギーが強く、通則と同じ「自願」という文言に統一された[5]。
- 「等価有償原則」（通則第4条）　国家による無償調達を始め、効率や採算を度外視した旧来の企業間の関係を改め、明確な損益計算に基づく関係にする原則である[5]。
- 「公平・誠実信用の原則」（通則第4条、契約法第5条、同第6条）　日本の信義則に該当するものであるが、中国では長い間、ブルジョア的であるとして批判されてきたものである[6]。
- 「合法的民事権利・利益保護の原則」（通則第5条）　権利の保障こそが民事法の目的であることを明確にするものであり、従来の義務本位の法からの脱却を意味する[6]。これを受けて、本「民法通則」第5章では各種の民事権利を、同第6章ではそれへの侵害が惹起する民事責任を規定する[6]。
- 「法律と国家政策の遵守原則」（通則第6条、契約法第8条）　法律が許容する範囲で民事権利は保護されることを意味する[6]。本通則制定時には、法律に任意規定と強行規定の別があることはほとんど意識されていなかった[6]。その後ここで言う法律とは強行規定に限定されるべきだと説かれるようになり、後に制定された「契約法」では、「法律と行政法規の強行規定」に反する契約のみが無効とされる（契約法第52条）[6]。
- 「社会公共道徳尊重、社会公共利益の不可侵、社会経済秩序撹乱禁止の原則」（通則第7条、契約法第7条）　ほぼ日本の民法の公序良俗や権利乱用禁止に相当する[6]。社会公共の利益に反する民事行為は無効とされる（通則第58条第5号、契約法第52条第4号）[6]。

## 民事主体
民事主体とは、民事法律関係に参加し、民事的権利を享受し、民事的義務を負担する者をいう。民事主体たる資格は国家の法律により規定され、この資格を享有する者のみが具体的に民事法律関係の主体となりうる。本民法通則によれば、中国で民事主体とされる者は基本的に自然人と法人である。自然人の権利能力については、自然人は出生から死亡まで権利能力を有し、法により民事的権利を有し、民事的義務を負担する（第9条）。中国では、自然人の民事的行為能力は完全行為能力、制限行為能力および行為無能力という3種類に区分される（第11条第2項）。18歳以上の自然人は成人であり、完全行為能力を有する者とされる。ただし16歳以上18歳未満の自然人でも、主として自己の労働によって得た収入をもって生計を立てる場合には、完全行為能力者とみなされる（第12条第1項・第13条第2項）。10歳以上の未成年者や、自己の行為に対する弁識が不完全な者は制限行為能力者とされる（第12条第1項・第13条第2項）10歳未満の未成年者や自己の行為をまったく弁識できない者は行為無能力者とされる（第12条第2項・第13条第1項）。制限行為能力者や行為無能力者に対しては監護人をつけることが要求され、監護人はその法定代理人である（第14条）。
これに対し法人とは、権利能力と行為能力を有し、法により独立して民事的権利を享有し、民事的義務を負担する組織をいう（第36条）。本民法通則の成立によって法人制度が初めて正式に導入され、さらに1993年の中華人民共和国公司法により完備されることになった。本民法通則によれば、法人として成立するための要件は、<1>法により成立すること、<2>必要とされる財産または経費を有すること、<3>自己の名称、機関および場所を有すること、および<4>独立して民事責任を負担できることである（第37条）。本民法通則上、法人は企業法人、機関法人、事業組織法人および社会団体法人という4種類に分類されている。企業法人とは、生産、流通、科学技術等に従事し、営利を目的とする社会経済組織であると解される。企業法人とされる企業は、民法通則上は、全人民所有制企業、集団的所有制企業、中外合資経営企業、中外合作経営企業および単独外国投資企業であるが、公司法の成立により、株式会社と有限会社が企業法人に加えられることになった。